# Дзанникеллия болотная
Дзаннике́ллия (занникеллия, заннихеллия) боло́тная (лат. Zannichéllia palústris) — водное травянистое растение, типовой вид рода Занникеллия семейства Рдестовые (Potamogetonaceae).
В Европе традиционно выделяются несколько видов рода на основании морфологических признаков (при этом различные исследователи используют абсолютно различные признаки для разграничения видов), а в Северной Америке — наоборот, предполагается существование единственного полиморфного вида. В результате исследований занникеллий, произрастающих на территории Чехии, не было выявлено устойчивых признаков, возможных для использования в качестве диагностических для различения видов.

## Ботаническое описание

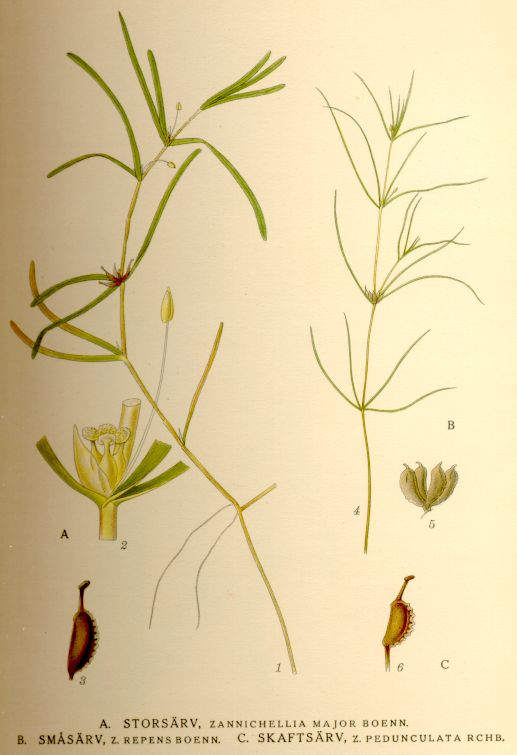

Погружённое в воду однодомное многолетнее травянистое растение (при сезонности жидкой воды — однолетнее) с тонким ползучим корневищем, от которого отходят маловетвистые стебли 0,2—0,6 мм толщиной и до 50 см длиной.
Листья тонкие, узколинейные, плоские, очерёдные, иногда супротивные, верхние — часто в мутовках, 2—4(10) см длиной и около полумиллиметра (у некоторых морфологических форм до 1,2 мм) шириной, с одной жилкой.
Цветки раздельнополые, в пазухах листьев, пестичные и тычиночные вместе. Тычиночные цветки в виде одиночного пыльника на тычиночной нити 1,5—2 мм длиной. Пестичные цветки с 4—5(8) пестиками с щитовидным рыльцем и коротким столбиком, на коротких цветоножках, возвышающиеся над тычиночными, окружены прилистником-покрывальцем.
Плод на плодоножке 0,3—1,2 мм длиной, плоды 1,7—4 мм длиной, костянковидные, односемянные, изогнутые, с плёнчатым экзокарпием, мясистым мезокарпием и деревянистым эндокарпием, на конце с остриём до 1,5 мм длиной, с одним или несколькими рядами зубцом на внешней стороне. Семена лишены эндосперма, оболочка, как правило, сохраняется на проростке.

## Распространение
Обладает широким ареалом — в Евразии от Западной Европы до Дальнего Востока России, Кореи и Японии на востоке и Южного Китая и Индии на юге, в Северной и Южной Америке, в Австралии, в Северной Африке и южнее Сахары, на островах Индийского океана.
Встречается в пресных и солоноватых стоячих или слаботекучих водоёмах.

## Таксономия

### Синонимы
- Algoides palustre (L.) Lunell, 1915
- Pelta palustris (L.) Dulac, 1867
- Zannichellia dentata Willd., 1805
- Zannichellia maritima Nolte, 1826
- Zannichellia repens Boenn., 1824

и другие.